# Пелядь
Пе́лядь, или сыро́к (лат. Coregonus peled) — озёрно-речная рыба, род сигов. Длина тела до 55 см, весит до пяти килограммов. Обитает в бассейнах рек Северного Ледовитого океана от Мезени до озера Илирней на востоке, также в бассейне реки Амур. Питается ракообразными. Имеет промысловое значение, разводится также искусственно.

## Описание
Пелядь легко отличить от других сигов по конечному рту, верхняя челюсть которого лишь незначительно длиннее нижней, и большому числу жаберных тычинок (49—68). Окраска пеляди серебристая с тёмно-серой спиной, темнее, чем прочих сигов, на голове и спинном плавнике мелкие чёрные точки. Пелядь — высокотелая рыба, резко отличающаяся от вытянутых в длину, прогонистых ряпушек, тугуна и омуля. Тело высокое, сжатое с боков. Размеры пеляди — до 40—55 см, вес до 2,5—3 кг, реже 4—5 кг. Планктофаг. Пелядь населяет озёра и реки севера Евразии — от Мезени, на западе, до Колымы на востоке. В море она не выходит, лишь изредка попадаясь в слабосолёной воде Карской губы. Если омуль — проходной сиг, а тугун в основном речной, то пелядь можно назвать озёрным. Как правило, она избегает текучих вод, концентрируясь в поёмных озёрах, старицах, протоках. Нерестится пелядь также в озёрах. Эти особенности сделали пелядь желанным объектом акклиматизации в мелких озёрах прудового рыбоводства. В последнее время пелядью зарыбляют озёра северо-запада России, в которых раньше не было рыбы, кроме мелкого непромыслового окуня. Благодаря высокой пластичности и быстрому темпу роста пелядь широко акклиматизирована в озёрах и водохранилищах Центральной России. Вселена в Зейское и Братское водохранилища.
У пеляди выделяют три формы — сравнительно быстрорастущую речную форму, обитающую в реках и поёмных озёрах и созревающую на третьем году жизни; обычную озёрную, не покидающую озёр, в которых она родилась, и карликовую озёрную форму, с угнетённым ростом, обитающую в мелких озёрах, бедных кормовыми организмами. Карликовая озёрная форма редко достигает пятисот граммов веса; как правило, она гораздо мельче.
Озёрная и озёрно-речная рыба способна выходить в дельты рек Северного Ледовитого океана восточнее Мезени. Весной, с подъёмом воды, молодь и взрослая пелядь расходятся для нагула по пойменным водоёмам — озёрам, затонам низовьев и устьевого участка. Со спадом воды происходит скат в протоки и реки.
Нерест — осенью, в период ледостава, с сентября по декабрь, в озёрах, в местах выхода ключей, и в реках, на галечном грунте. Плодовитость 5—85 тысяч икринок диаметром до полутора миллиметров. Развитие от малька до взрослой особи длится 6—7 месяцев. Жизненный цикл обычно ограничен 8—11 годами.